# Título de vapor
El título de vapor o calidad del vapor es la fracción másica de vapor en una mezcla líquido-vapor y suele denotarse con la letra {\displaystyle x}:

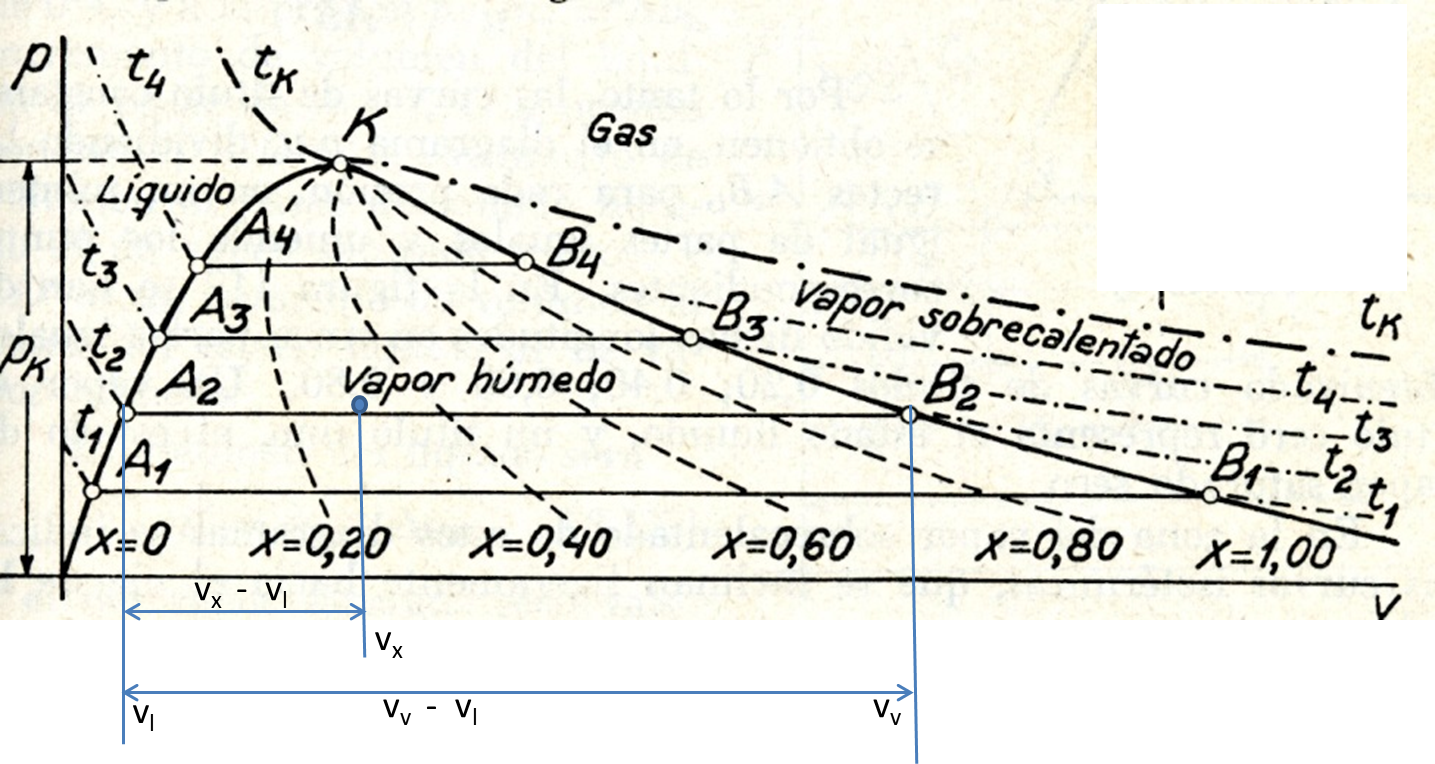
Diagrama p-v .Título del vapor

{\displaystyle x={m_{v} \over {m_{v}+m_{l}}}}
El valor de {\displaystyle x} varía desde 0 (líquido saturado) hasta 1 (vapor saturado). Para valores del título cercanos a 1 se tiene una masa de líquido pequeña en forma de gotitas en suspensión. Para valores inferiores el líquido se deposita sobre el fondo del recipiente por efecto de la gravedad.
La coexistencia de líquido y vapor se indica normalmente con el término vapor húmedo y, en el diagrama, corresponde a la zona bajo la campana. Las líneas de título constante se trazan dividiendo las líneas de presión constante, comprendidas entre el estado líquido y el estado del vapor saturado seco, en partes iguales.
Es muy normal que en una mezcla de líquido saturado y vapor saturado, la masa de cada fase suela desconocerse, en cuyo caso, pueden relacionarse los volúmenes y el título se definiría como; la relación existente entre el aumento de volumen durante la vaporización y el aumento de volumen que correspondería al vapor saturado seco a la misma presión.
{\displaystyle x={\frac {v_{x}-v_{l}}{v_{v}-v_{l}}}}
{\displaystyle v_{x}} es el volumen específico de la mezcla, {\displaystyle v_{l}} es el volumen específico del líquido saturado y {\displaystyle v_{v}} es el volumen específico del vapor saturado.
De acuerdo con esta ecuación, la calidad se relaciona con las distancias horizontales en el diagrama. En un diagrama h-S, la misma relación que hay entre estas distancias sobre la línea de presión constante, habrá sobre sus proyecciones sobre los ejes cartesianos, por lo que también se puede escribir:
{\displaystyle x={\frac {h_{x}-h_{l}}{h_{v}-h_{l}}}\Rightarrow x={\frac {s_{x}-s_{l}}{s_{v}-s_{l}}}}
{\displaystyle h} es la entalpía y {\displaystyle s} es la entropía específica. Los subíndices expresan lo mismo que en la ecuación anterior.